# Internazionali d'Italia 1971
Gli Internazionali d'Italia 1971 sono stati un torneo di tennis giocato sulla terra rossa. È stata la 28ª edizione degli Internazionali d'Italia, che fa parte del World Championship Tennis 1971 e dei Tornei di tennis femminili indipendenti nel 1971. Sia il torneo maschile sia quello femminile si sono giocati al Foro Italico di Roma.

## Campioni

### Singolare maschile
Rod Laver ha battuto in finale  Jan Kodeš con il punteggio di 7–5, 6–3, 6–3

### Singolare femminile
Virginia Wade ha battuto in finale  Helga Niessen Masthoff con il punteggio di 6–4, 6–4

### Doppio maschile
John Newcombe /  Tony Roche hanno battuto in finale  Andrés Gimeno /  Roger Taylor con il punteggio di 6–4, 6–4

### Doppio femminile
Helga Masthoff /  Virginia Wade hanno battuto in finale  Lesley Turner /  Helen Gourlay con il punteggio di 5–7, 6–2, 6–2